# Tutta la conoscenza del mondo
Tutta la conoscenza del mondo è un film del 2001 diretto da Eros Puglielli.

## Trama
Il musicista Marco e l'invalido Claudio scampano miracolosamente alla morte, dopo che una luce intensa li ha salvati dall'essere investiti da un treno in corsa. I due miracolati si convincono, dopo l'accaduto, dell'esistenza di una forza superiore, magari aliena, che controlla dall'alto la vita degli esseri umani. Caduti in crisi mistica, i due diventano vittime di comportamenti strani, finendo per sconquassare la vita dei loro amici e parenti. Per cercare di uscire dalla crisi, Marco abbandona la sua band musicale e si mette alla ricerca di Al Farid, un maestro spirituale; Claudio, ospite a casa della nipote Giovanna, innamorata del suo professore universitario, fugge lontano per rifarsi una vita nuova. Un anno dopo, Giovanna riceve una lettera dello zio, che nel frattempo era divenuto cuoco professionale ed aveva ripreso a camminare. Giovanna e la sua coinquilina decidono di andarlo a trovare e, alla stazione dei treni, assistono entrambe ad una nuova manifestazione della luce.

## Accoglienza

### Critica
- È attraversato da una leggera brezza ironica (...) Per eliminare lo scarto tra intenzioni e risultati, Puglielli ha da imparare a costruire meglio i personaggi e a dirigere gli attori. Commento del dizionario Morandini che assegna al film due stelle su cinque di giudizio.[1]
- Il regista spiega il film come la ricerca umana per le risposte a domande essenziali. Di fronte a tale dichiarazione, i casi sono due: o il regista si chiama Kieślowski, oppure la parola d'ordine è "diffidare". Commento del dizionario Farinotti che assegna al film una stella su cinque di giudizio [2]